# Dayton Lakes, Texas
Dayton Lakes là một thành phố thuộc quận Liberty, tiểu bang Texas, Hoa Kỳ. Năm 2010, dân số của xã này là 93 người.

## Dân số
- Dân số năm 2000: 101 người.
- Dân số năm 2010: 93 người.